# Auterive (Tarn-et-Garonne)
Auterive ist eine auf 120 Metern über Meereshöhe gelegene Ortschaft und eine Gemeinde im französischen Département Tarn-et-Garonne in der Region Okzitanien. Sie gehört zum Kanton Beaumont-de-Lomagne und zum Arrondissement Castelsarrasin. Nachbargemeinden sind Beaumont-de-Lomagne im Nordosten, Faudoas im Süden und Gimat im Westen.

## Bevölkerungsentwicklung
| Jahr      | 1962 | 1968 | 1975 | 1982 | 1990 | 1999 | 2006 | 2015 |
| --------- | ---- | ---- | ---- | ---- | ---- | ---- | ---- | ---- |
| Einwohner | 77   | 74   | 67   | 71   | 55   | 50   | 58   | 73   |